# Heliconia hirsuta
El bijao, isira o platanillo fosforito, Heliconia hirsuta es una especie  de la familia Heliconiaceae.

## Descripción
Especie muy variable con gran número de tipos ecológicos diferentes.

## Distribución y hábitat
Difundida por la América tropical.

## Importancia económica y cultural
Usos
Los indígenas de la Amazonia preparan con  sus rizomas una bebida fermentada, y usan las hojas para eliminar el olor a quemado que producen las hojas de coca cuando se tuestan demasiado. El uso más universal de la planta es como flor de corte, por el tamaño y esplendor de su inflorescencia, ideal para la floricultura tropical.

## Taxonomía
Sinonimia
- Bihai harrisiana Griggs
- Bihai hirsuta (L.f.) Kuntze
- Bihai straminea Griggs
- Heliconia bicolor Klotzsch
- Heliconia burle-marxii Emygdio
- Heliconia cannoidea var. villosa Petersen
- Heliconia cararensis Abalo & G.Morales
- Heliconia cardenasii L.B.Sm.
- Heliconia costanensis Aristeg.
- Heliconia harrisiana (Griggs) L.B.Sm.
- Heliconia hirsuta var. rubriflora R.R.Sm.
- Heliconia hirsuta var. villosula Loes.
- Heliconia straminea (Griggs) Standl.
- Limnocharis haenkei C.Presl
- Thalia nemorosa Willd. ex Link.[2]